# 串良鹿屋道路
串良鹿屋道路（くしらかのやどうろ）は、地域高規格道路大隅縦貫道の一部を成す道路（全延長6.1 km）である。
東九州自動車道鹿屋串良JCTから国道220号鹿屋バイパスまでを結ぶ。全区間が自動車専用道路となっており、一般県道鹿屋串良インター線（約3.9 km）、鹿屋環状線（約2.2 km）として供用中である。

## 沿革
- 1996年（平成8年）度 - 都市計画決定。
- 1999年（平成11年）度 - 都市計画の変更。
- 2000年（平成12年）度 - 用地着手、事業化。
- 2003年（平成15年）度 - 工事着手。
- 2014年（平成26年）
  - 12月16日 - 鹿児島県告示により、大隅縦貫道（串良鹿屋道路）に相当する区間が自動車専用道路に指定される[1]。
  - 12月21日 - 鹿屋串良JCT - 笠之原IC間開通に伴い、全線で供用開始[2][3]。

## インターチェンジなど
- IC番号欄の背景色が■である部分については道路が開通済みの区間を示している。又、施設名欄の背景色が■である部分は施設が供用開始されていない、又は完成していない事を示す。なお、未供用区間の名称は仮称である[4]。

| IC番号              | 施設名      | 接続路線名                | 起点から (km) | 備考 | 所在地 |
| ------------------- | ----------- | ------------------------- | ------------- | ---- | ------ |
| 37                  | 鹿屋串良JCT | E78 東九州自動車道        | 0.0           |      | 鹿屋市 |
|                     | 細山田IC    |                           |               |      | 鹿屋市 |
|                     | 東原IC      | 国道269号                 | 3.9           |      | 鹿屋市 |
|                     | 笠之原IC    | 国道220号（鹿屋バイパス） | 6.1           |      | 鹿屋市 |
| 大隅縦貫道 計画路線 |             |                           |               |      |        |